# Химеџи (дворац)
Дворац Химеџи (姫路城 Himeji-jō) је комплекс јапанских замкова смјештен у мјесту Химеџију у префектури Хyогхо а који се састоји од 83 дрвених зграда. Овај дворац се сматра најфинијим сачуваним примером прототипске јапанске архитектуре дворца, који се састоји од мреже 83 собе са напредним одбрамбеним системима из феудалног периода. Неформално је познат као Хакуројō илчи Ширасагијō („Замак бијеле чапље“) кога је стекао због своје бијеле спољашњости.
Замак Химеџи датира из 1333. године, када је Акамацу Норимура саградио утврђење на врху брда Химејама. Тврђава је срушена и обновљена као замак Химејама 1346. године, а затим је преуређена у дворац Химеџи два века касније. Дворац Химеџи је 1581. године значајно преправио Тојотоми Хидејоши, додавши троспратну зграду замка. Године 1600, Токугава Иејасу доделио је замак Икеди Терумаси за помоћ у бици код Секигахаре, а Икеда је у потпуности обновио замак од 1601. до 1609. године, проширивши га у велики дворски комплекс. Неколико зграда је касније додао комплексу замка Хонда Тадамаса од 1617. до 1618. Скоро 700 година дворац Химеџи је остао нетакнут, чак и током бомбардовања Химеџија у Другом светском рату и природних катастрофа, укључујући Велики Хиншински земљотрес 1995.
Регистрован је од стране УНЕСКО-а као један од првих локалитета Свјетске баштине, а у децембру 1993. су пет грађевина у оквиру замка означена као Национално благо. Заједно са замцима Матсумото и Кумамото представља један од „Три славна замка“ у Јапану, те је најпосјећенији међу њима. Подручје унутар средњег јарка комплекса замка је именовано посебном историјском локацијом, а пет грађевина замка такође је проглашено националним благом. Заједно са замком Мацумото и замком [Kumamoto Castle[|Кумамото]], дворац Химеџи се сматра једним од три јапанска премијерна замка. Да би se очувале зграде замка, неколико година су биле подвргаване рестаураторским радовима и поново су отворене за јавност 27. марта 2015. Радовима су такође уклоњене деценије прљавштине и гарежа, вративши некадашњем сивом крову изворну бриљантно белу боју.

## Историја
Химеји датира из 1333. годину, када је Акамацу Норимура, шеф владајућег клана Харима у овом подручју, које се некада звало по њима, изградио утврђење на врху брда Химејама. Његов син, Саданори, демонтирао је утврдђење и изградио Химејама дворац 1346. године. Два века касније, феудални владар Харима, Курода Шигетака, познатији као Канбеј, извео је преградње дворца и дворац Химеји је рођен.
Како се налази на важном сецишту путева, регент Тојотоми Хидејоши га је уредио крајем 16. века, као део мреже утврђења по целом Јапану, како би се осигурао наставак уједињења Јапана. Први дворац уништио је Икеда Терумас, које је постао феудални господар подручја под шогунатом Токугава 1600. године. Он је убрзо подигао проширени дворац са многим утврдама, од којих је већина преживела до данашњих дана. Комплекс се састојао од два концентрична низа зидина пречника 4,2  и дефинисана опкопима и торњевима, као и резиденцијама његових самураја. Део западне тврђаве (Ниши-не-Мару) је преуредио Хонда Тадамаса, господар дворца 1617. године, као четврт за своју жену, кћер шогуна Токугаве Иејасуа. Дворац је остао средиште овог феудалног домена следећих 270 година, а град је израстао око њега.
Крајем времена шогуната и рестаурације династије Меиџи 1868. године, Химеџи-џо је преузела нова влада као војну установу. Тада је су уништени делови западне градине и куће самураја, и замењени су војним грађевинама.
Године 1945, део војних грађевина око дворца је срушен и замењен јавним објекатима за службене потребе. Унутрашње зграде нису диране и задржале су свој изворни облик из 17. века. За разлику од многих других феудалних двораца у Јапану, Химеџи-џо (уз дворце Мацумото и Кумамото) је сачуван у изворном облику, захваљујући интервенцији војних официра као што је пуковник Накамура Шигето, али и узастопном доделом све вишег статуса националног споменика. Конзерваторски радови између 1934. и 1964. године су спроведени употребом напредних техника за велике дрвене структуре које су развијене у Јапану, и у складу с утврђеним начелима аутентичности дизајна, материјала, технике и околине.

## Одлике
Дворац Химеџи је архетипски дизајн јапанског дворског комплекса с почетка 17. века. Састоји се од 83 зграда од којих је само један део другог здања на источном улазу преживео од дворца којег је саградио Хидејоши, а остатак датира од 1601-9 године, док је торањ Ниши-не-Мару изграђен после 1617. године.
У средишту комплекса је утврда Теншу, која се састоји од главне капије с троје врата и прикључним структурама. Главни торањ (Дај-Теншу) има шест спратова и подрум. Он је окружен системом стражарница, врата и омалтерисаним земљаним зидинама. Смештен је на ниском брежуљку, видљив из свих делова града, а главни приступ је с југозапада, кроз наткривени ходник.
Маркантним изгледом ова велика дрвена конструкција с белим омалтерисаним зидовима је познатија као Дворац беле чапље (Ширасги-џо).

## Популарна култура
Дворац Химеџи је чест мотив јапанске телевизије. Замак Едо (данашњи Токио) нема цитаделу, па када фиктивне емисије као Абаренбо Шогун требају замјену, користи се Химеџи.

## Галерија слика
- Уметничка презентација дворског комплекса Химеџи
- Химеџи у ноћи без Месеца
- Химеџи 2009.
- Кровови Химеџија
- Поглед на Химеџи
- Химеџи у цвету трешње
- Дворац Химеџи спреда
- Породични грб Икеда Терумаса на олуку крова
- Јарак три округа
- Сталак за пушке у дворцу
- Панорама комплекса Химеџи с главног торња
- Соба на врху торња Теншу